# Fånö
Fånö este o arie protejată (arie specială de conservare — SAC, sit de importanță comunitară — SCI) din Suedia întinsă pe o suprafață de 28,7 ha, integral pe uscat.

## Localizare
Centrul sitului Fånö este situat la coordonatele 59°34′03″N 17°23′03″E / 59.5675°N 17.3842°E.

## Înființare
Situl Fånö a fost declarat sit de importanță comunitară în aprilie 2004 pentru a proteja 1 specie de animale. Situl a fost protejat și ca arie specială de conservare în martie 2011.

## Biodiversitate
Situată în ecoregiunea boreală, aria protejată conține 2 habitate naturale: Pășuni din zone de pădure fino-scandinave, Pajiști cu Molinia pe soluri calcaroase, turboase sau argilos-nămoloase (Molinion caeruleae).
La baza desemnării sitului se află o specie protejată de  nevertebrate: Osmoderma eremita.